# Hygiène par l'exemple
 (juillet 2016).
Si vous disposez d'ouvrages ou d'articles de référence ou si vous connaissez des sites web de qualité traitant du thème abordé ici, merci de compléter l'article en donnant les références utiles à sa vérifiabilité et en les liant à la section « Notes et références ».
Pour les articles homonymes, voir HPE.
L’Hygiène par l’exemple (HPE) est une association fondée en 1920, à l’initiative du docteur Émile Roux, directeur de l’Institut Pasteur de Paris, dans la dynamique du mouvement hygiéniste.
Son action consistait alors à répandre la pratique de l'hygiène au sein de la population, et plus particulièrement auprès des enfants.
Les conditions d'hygiène de l'époque (insalubrité des logements, habitudes sanitaires inadaptées) avaient en effet des conséquences dommageables en matière de santé publique, en particulier dans le contexte de l'épidémie de tuberculose.
Les premières années de l'association ont donc été consacrées à la mise en place d'aménagements dans les écoles (lavabos desservis en eau potable, sanitaires, douches, cuisines) et à la diffusion des règles élémentaires d'hygiène.
L'HPE a également joué un rôle important dans le développement des centres de vacances ainsi que dans la formation des personnels encadrants, en étant à l'origine des Centres d'entraînement aux méthodes d'éducation active et de la Jeunesse au plein air.
Aujourd'hui, l'association se caractérise principalement par l'organisation de centres et de séjours de vacances pour les jeunes de 4 à 17 ans, tout en conservant une sensibilité proche de l'éducation populaire.

## Quelques repères historiques
Le 27 février 1920, Émile Roux fonde l'association.
- 1932 : Aménagement de 556 écoles dans 85 départements.
- 1936 : Organisation de la première "Maison de campagne des écoliers" (MCE) afin d'utiliser les écoles rurales déjà aménagées pendant les vacances scolaires.
- 1937 : Premier centre d'entraînement encadré par Gisèle de Failly qui donne naissance aux CEMEA. Premières "classe de mer" et "classe de neige" organisées par l'HPE à la demande de Jean Zay.
- 1938 : Participation à la fondation de la Jeunesse au plein air.
- 2016 : l'association annonce sa cessation d'activité et sa dissolution sur son site internet : " Les dirigeants de l'Association « HYGIENE PAR L'EXEMPLE »   (H.P.E.)    informent leurs partenaires de    la décision de prononcer  la cessation d'activité et la dissolution de celle-ci. La  cessation d'activité - qui intervient après 96 années d'existence - trouve sa justification dans les diverses difficultés rencontrées ces dernières années  qui ne vont qu'en s'accentuant. H.P.E. remercie tous ses partenaires (comités d'entreprise, municipalités, personnel de direction et d'animation, personnel technique, personnel permanent, bénévoles) qui ont contribué, chacun à leur niveau à procurer à plus de  130 000 enfants qu'elle a accueillis au cours de ces soixante  dernières années,  la joie de participer à des séjours de vacances où  le plaisir de vivre ensemble a  été largement privilégié. Cette cessation d'activité met l'accent sur les obstacles de tous ordres qui caractérisent aujourd'hui le secteur de l'enfance où 3 millions d'enfants ne partent jamais en vacances."

## Projet éducatif
- Respecter les valeurs essentielles de la République, en particulier la citoyenneté et la laïcité.
- Promouvoir la socialisation des enfants en vue de faciliter le développement de leur autonomie.
- Assurer la continuité de la vie affective et sociale des enfants.
- Favoriser l'acceptation des différences et l'enrichissement mutuel par la mixité sociale et l'accueil d'enfants handicapés.
- Garantir le respect des règles d'hygiène individuelles et collectives.

## Divers
L'HPE est reconnue d'utilité publique depuis 1922 et bénéficie de l'agrément de jeunesse et d'éducation populaire depuis 1952.